# KOI-5554.01
KOI-5554.01은 물병자리에 존재하는 외계 행성이다. 2020년에 새로이 발견된 행성이다.

## 설명
KOI-5554.01은 지구에서 700광년 떨어진 곳에 위치하고 있으며 사람이 거주 가능한 행성 중에 하나이다. 지구형 행성이자 슈퍼지구에 속하는 행성이며 골디락스 존에 위치하여 모항성인 KOI-5554를 공전하고 있다. 이행성은 지구보다 약간 온도가 높은 온도인 26°의 온도를 가지고 있으며 이로 인해 열대 우림이 발달하여 복잡한 생명체가 번성하여 살고 있을 것으로 추정되고 외계인이라고 부르는 지적생명체가 외계문명을 이루며 살고 있을 가능성도 있는 외계 행성이다. 행성의 크기는 지구의 0.72 ~ 1.29배로 지구와 거의 똑같은 크기를 가지고 있으며 행성의 나이는 65억년으로 지구보다 나이가 많을 것으로 추정된다. 모항성인 KOI-5554도 태양계의 유일한 항성인 태양과 똑같은 G형 주계열성으로 모항성의 온도와 크기도 모두 태양과 비슷할 것으로 추정된다.

## 같이 보기
- 지구형 행성
- 물병자리
- 행성 거주가능성
- 지구 유사도 지수